# Cotia Herreña
Cotia Herreña es un cultivar de higuera de tipo higo común Ficus carica, unífera (con una sola cosecha por temporada, los higos de otoño), con higos de epidermis con color de fondo verde claro, y con sobre color de zonas irregulares amarillas, con lenticelas en una cantidad intermedia de un tamaño mediano de color blanco. Se cultiva en la isla de El Hierro,  archipiélago de las Islas Canarias (España).

## Sinonimia
- “Blanca Herreña”,[5][3][6][7]

## Historia
Según las crónicas de los primeros exploradores que llegaron al archipiélago de las islas Canarias, ya atestiguaron de la presencia de higueras y del consumo de higos en su dieta cotidiana, por parte de la población aborigen de Gran Canaria.
La variedad 'Cotia Herreña' está localizada en la isla de El Hierro, donde es conocida y cultivada, aunque en lugares muy localizados.
El « Instituto Canario de Investigaciones Agrarias » (ICIA), organismo autónomo dependiente del Gobierno de Canarias, en una iniciativa que se inscribe en el Programa de Cooperación Transnacional Madeira-Azores-Canarias (MAC 2007-2013), y en el proyecto AGRICOMAC, destinado a fomentar el uso de variedades tradicionales en el sector agrícola de la Macaronesia, estudia variedades de higuera con gran potencial productivo y comercial para la implantación de su cultivo en las islas Canarias.
Es de destacar la antigua costumbre en la isla de El Hierro en la que los padrinos de bautizo regalan a sus ahijados una higuera, para que tengan higos que comer cuando sean mayores. De esta manera la higuera obsequiada pasaba a ser propiedad exclusiva del ahijado, quien de mayor podía disponer de ella a su antojo, aun cuando estuviese plantada en tierras que no eran de su propiedad.
En una antigua copla de la isla de El Hierro sobre la higuera:

Solo estoy en mi higuera

¡ay! qué solo estoy cogiendo higos

y al tiempo de comerlos

se me ajuntan mis amigos

y na li ri ni ri ni

y na li ri ni ri ni

y na li ri ni ri ni

y na li ri ni ri ni.
Canción popular herreña

## Características
La higuera 'Cotia Herreña' es una variedad unífera de tipo higo común de una sola cosecha por temporada, los higos de otoño. Árbol de vigorosidad elevada, y un buen desarrollo en terrenos favorables, copa esparcida. Sus hojas son de 5 lóbulos en su mayoría, siendo anchos. Sus hojas son de base acorazonada, tienen un lóbulo central ancho, con pequeños lóbulos laterales, en el lóbulo central y en los lóbulos laterales y un grado de profundidad del lóbulo medianamente marcado; con Longitud x Anchura: 16,79 x 14,44 cm, siendo su área (en cm²) intermedia, con long. peciolo/long. hoja:0,40; con dientes presentes solo en los márgenes superiores, siendo el margen crenado-ondulado; densidad de pelos en el haz escasa y densidad de pelos en el envés intermedia, con nerviación de ligeramente aparente a aparente y color de verde a verde claro; Peciolo de longitud mediana con un grosor 4,94 mm, forma redondeada color de a marrón verde claro. 'Cotia Herreña' tiene un desprendimiento de higos escaso, con un rendimiento productivo mediano y periodo de cosecha medio. La yema apical cónica de color verde amarillento.
Los frutos de la higuera 'Cotia Herreña' tienen forma (índice) oblata, la forma puede variar según la localización, siendo su diámetro máximo ovoide, con la forma en el ápice redondeada. Los higos son de tamaño grande con un peso promedio de 34,21 gr, sus frutos son simétricos en la forma, y uniformes en las dimensiones, cuello largo, cuya epidermis es media, de firmeza suave, color de fondo verde claro, y con sobre color de zonas irregulares amarillas, con lenticelas en una cantidad intermedia de un tamaño mediano de color blanco; Ostiolo de anchura grande, gota de miel ausente, con escamas medianas de un color igual al de la piel, adherencia escasa, semi adheridas a la piel, resistencia al desprendimiento media; Pedúnculo con forma corto grueso y longitud promedio de 3,59 mm; grietas longitudinales escasas; Costillas intermedias; con un grosor de la carne-receptáculo de 7,40 mm sin ninguna coloración, con una pulpa de color rosa, sabor dulce, aromático, jugoso, con un % de sólidos solubles totales muy alto; con cavidad interna intermedia, con aquenios de un tamaño mediano, en una cantidad intermedia; los frutos maduran sobre inicios de agosto a finales de septiembre. Cosecha con rendimiento productivo mediano, y periodo de cosecha mediano. Son de fácil pelado.

## Cultivo
'Cotia Herreña', se utiliza en alimentación humana, y en alimentación animal. Se está tratando de recuperar su cultivo en las islas Canarias.
El cultivo de las higueras en general dentro de España, Extremadura es la región con mayor superficie cultivada, en torno a las 5.300 hectáreas de un total de 11.629 has. Le siguen en extensión de cultivo islas Baleares con 2.287 has, Andalucía con 1.874 has, Galicia con 638 has, Comunidad Valenciana con 242 has, y Canarias con 290 has.